# Acontista multicolor
Acontista multicolor är en bönsyrseart som beskrevs av Henri Saussure 1870. Acontista multicolor ingår i släktet Acontista och familjen Acanthopidae. Inga underarter finns listade i Catalogue of Life.